# Vár
Vár is de negende Asin in de Noordse mythologie. Ze luistert naar de eden die de mensen afleggen en naar de onderlinge afspraken tussen mannen en vrouwen. Daarom heten zulke zaken ‘waarborgen’. Ook straft ze degenen die hun afspraken niet nakomen.